# Sequestro pericoloso
Sequestro pericoloso (Gumshoe) è un film del 1971 diretto da Stephen Frears, all'esordio da regista.

## Trama
Eddie Ginley è un cabarettista disilluso che vive nella grigia Liverpool dei primi anni ’70. La sua carriera è un fallimento e il lavoro da bingo caller in un decadente club del centro sembra l’unico modo per sbarcare il lunario. Alla soglia dei 31 anni, stanco di una vita mediocre e privo di vere prospettive, Eddie decide di regalarsi un’illusione: pubblica un annuncio su un giornale locale in cui si propone come investigatore privato esperto, imitando lo stile duro e affilato dei noir americani che idolatra. Sorprendentemente, la fantasia prende forma. Un uomo corpulento, in una stanza d’albergo avvolta in un’ombra minacciosa, gli affida un misterioso incarico: una foto, una pistola e mille sterline in contanti. Eddie, più divertito che preoccupato, pensa inizialmente a uno scherzo. Ma ben presto si ritrova coinvolto in un’indagine molto più intricata di quanto avesse previsto, popolata da figure ambigue e pericolose che non sembrano apprezzare la sua improvvisazione da detective. L’indagine lo porta a confrontarsi con un killer silenzioso, a scoprire retroscena scomodi legati a traffici d’armi e tensioni post-coloniali, e a rimettere in discussione i rapporti familiari, soprattutto con il fratello William, un ricco imprenditore dai segreti inconfessabili. A rendere il tutto più amaro c’è anche il legame mai sopito con Ellen, ex moglie ora risposata con William, figura-chiave del passato di Eddie. Più l’indagine si complica, più le linee tra finzione e realtà si confondono, trascinando Eddie in una spirale dove vecchi rancori, pericoli reali e verità inconfessabili minacciano di travolgere tutto ciò che gli resta. Ma sarà davvero pronto a scoprire quanto costa inseguire un sogno a tinte noir?